# ترکیبات آلی گوگرد
ترکیبات آلی گوگرد یا ترکیبات اورگانوسولفور(به انگلیسی: Organosulfur compounds) دسته‌ای از ترکیبات آلی هستند که در آن اتم کربن با اتم‌های گوگرد پیوند شیمیایی دارند.تیول ها،تیواستر ها و تیواتر ها گونه‌های شناخته شده از این نوع ترکیبات هستند.روش آزمایشگاهی تشخیص و ردیابی این ترکیباتT روش کاریوس هالوژن نام دارد.

## نگارخانه